# 道の駅美濃にわか茶屋
道の駅美濃にわか茶屋（みちのえき みのにわかちゃや）は、岐阜県美濃市曽代にある国道156号の道の駅である。
駅名の「にわか」とは、ユーモアたっぷりに物語を展開して最後にオチがつく即興寸劇であり、江戸時代に紙商人によって美濃の地に伝えられ、郷土芸能として定着したことにちなむ。

## 施設
- 駐車場
  - 普通車：33台[2]
  - 大型車：9台[2]
  - 身障者用：2台[2]
- トイレ
  - 男：大 6器（4器）、小 6器（4器）
  - 女：11器（8器）
  - 身障者用：1器（1器）

※（）内は24時間使用可能
- 売店・農産物直売所（8:30 - 18:00）
- レストラン（平日 8:30 - 16:30、土日祝日 8:30 - 17:00）
- 防災施設
- サイクルステーション（レンタサイクル、9:00 - 17:00）

### 管理団体
- 設置者：美濃市
- 指定管理者：株式会社美濃にわか茶屋[6]

## 休館日
- 1月1日[2]

## アクセス
- 国道156号 - 登録路線
  - 岐阜県道81号美濃洞戸線

## 周辺
- フェアフィールド・バイ・マリオット・岐阜美濃（ホテル公式サイトも参照）[7]
  - 当駅に隣接するホテルで[8]、積水ハウスとマリオット・インターナショナルの共同事業により2020年（令和2年）10月6日に開業した[9][10][11][12][13]。同日には岐阜県美濃加茂市の道の駅みのかもにも同様のホテルが開業している（いずれも岐阜県第1号として開業）[9][11][12][13]。
- 東海北陸自動車道 美濃IC
- 長良川鉄道越美南線 梅山駅
- 美濃橋（国の重要文化財）
- うだつの上がる町並み - かつて道の駅の支店として「まちの駅にわか茶屋」を開設していた（当駅と同じく法人の美濃にわか茶屋が運営）[6]。